# Йоганн Остерманн
Йоганн Франц Остерманн (нім. Johann Franz Ostermann; 29 квітня 1911 — 29 березня 1968) — австрійський футболіст, нападник.

## Кар'єра
Правий крайній нападник Остерман розпочав свою кар'єру у «Ваккері», в складі якого регулярно почав грати з 1930 року. В 1932 році перейшов у «Рапід». Після двох віце-чемпіонств у 1933 і 1934 роках, клуб святкував в сезоні 1934-35 чемпіонство, а Йоганн забив 10 голів у тому сезоні. «Рапід» в переможному чемпіонаті не зазнав жодної поразки. 30 квітня 1933 року Йоганн Остерманн дебютував у національній збірній Австрії. Хоча він і забив гол у нічийному матчі з Угорщиною в Будапешті (1:1), це був його єдиний матч у збірній.
Після п'яти сезонів у «Рапіді» Остерманн перейшов до клубу «Аустро-Фіат» з II Ліги. В 1938 році став чемпіоном другого дивізіону і повернувся до вищого дивізіону. З початком війни відбулося злиття «Аустро-Фіат» з клубом «Флорідсдорфер» у 1940 році. З цим клубом Йоганн Остерманн став віце-чемпіоном у сезоні 1943-44. Завершив кар'єру у друголіговому «Гасверк» (Відень).

## Титули і досягнення
- Чемпіон Австрії (1):

«Рапід» (Відень): 1934-1935
- Віце-чемпіон Австрії (3):

«Рапід» (Відень): 1932-1933, 1933-1934
«Флорідсдорфер»: 1943-1944,
- Фіналіст Кубка Австрії (1):

«Рапід» (Відень):  1933-1934